# Apomys microdon
Apomys microdon là một loài động vật có vú trong họ Chuột, bộ Gặm nhấm. Loài này được Hollister (not Peters, 1852) miêu tả năm 1913.